# Nancy Meyers
Nancy Jane Meyers (ur. 8 grudnia 1949 w Filadelfii) – amerykańska reżyserka, scenarzystka i producentka filmowa. Była żoną reżysera i scenarzysty Charlesa Shyera.

## Filmografia
Reżyseria
- Nie wierzcie bliźniaczkom (1998)
- Czego pragną kobiety (2000; też produkcja)
- Lepiej późno niż później (2003; też produkcja)
- Holiday (2006; też produkcja)
- To skomplikowane (2009; też produkcja)
- Praktykant (2015; też produkcja)

Scenariusz
- Szeregowiec Benjamin (1980; też produkcja)
- Protokół (1984)
- Różnice nie do pogodzenia (1984)
- Baby Boom (1987; też produkcja)
- Ojciec panny młodej (1991; też produkcja)
- Była sobie zbrodnia (1992)
- Kocham kłopoty (1994; też produkcja)
- Ojciec panny młodej II (1995; też produkcja)
- Nie wierzcie bliźniaczkom (1998)
- Lepiej późno niż później (2003; też produkcja)
- Holiday (2006; też produkcja)
- To skomplikowane (2009; też produkcja)
- Praktykant (2015)